# Zygmunt Berling
Zygmunt Henryk Berling, poljski general, pravnik in politik * 1896, † 1980.